# Alfred von Larisch (General)
Carl Friedrich George Otto Alfred von Larisch (* 20. Oktober 1856 in Danzig; † 20. März 1952 in Obernkirchen) war ein preußischer General der Infanterie im Ersten Weltkrieg.

## Leben

### Herkunft
Alfred entstammte dem oberschlesischen Adelsgeschlecht von Larisch. Er war der Sohn des späteren preußischen Generals der Kavallerie Karl von Larisch (1824–1903) und dessen Ehefrau erster Ehefrau Marie, geborene von Cederstolpe (1838–1878).

### Militärkarriere
Larisch trat nach seiner Erziehung im Kadettenkorps am 23. April 1874 als Sekondeleutnant in das Anhaltische Infanterie-Regiment Nr. 93 der Preußischen Armee in Dessau ein. Dort diente er von 1876 bis 1880 als Adjutant des I. Bataillons und anschließend als Regimentsadjutant. Am 12. August 1883 erfolgte seine Versetzung nach Berlin in das Kaiser Alexander Garde-Grenadier-Regiment Nr. 1. Zur weiteren Ausbildung absolvierte Larisch vom 1. Oktober 1884 bis zum 21. Juli 1887 die Preußische Kriegsakademie. Am 22. Mai 1889 wurde er unter gleichzeitiger Beförderung zum Hauptmann zum Kompaniechef ernannt. Vom 18. Juni 1895 bis 17. November 1897 war er Adjutant der 2. Garde-Division, wurde zwischenzeitlich am 30. April 1896 zum Major befördert und anschließend als Kommandeur des II. Bataillons des 4. Garde-Regiments zu Fuß verwendet. Am 31. Mai 1901 wurde er nach Bückeburg versetzt, wo er als Kommandeur das Westfälische Jäger-Bataillon Nr. 7 übernahm. Dort folgte am 12. September 1902 die Beförderung zum Oberstleutnant sowie am 15. September 1905 zum Oberst. Am 13. Februar 1906 wurde Larisch zum Kommandeur des 4. Garde-Regiments zu Fuß ernannt. In dieser Dienststellung blieb er zwei Jahre. Dann wurde er am 21. April 1908 mit der Vertretung des Inspekteurs der Jäger und Schützen und ab 1. August 1908 mit der Wahrnehmung der Geschäfte des Inspekteurs in Berlin beauftragt. Zeitgleich mit der Beförderung zum Generalmajor wurde Larisch am 27. Januar 1910 Inspekteur der Jäger und Schützen. Am 22. April 1912 wurde er zum Generalleutnant befördert, und am 1. Oktober 1912 wurde er Kommandeur der 1. Garde-Division. Bereits am 17. November 1912 wurde Larisch jedoch zur Disposition gestellt.
Nach Ausbruch des Ersten Weltkriegs stellte sich Larisch zur Verfügung und wurde am 8. Oktober 1914 zum Kommandeur der 10. Division ernannt. Mit dieser nahm er bei der Armeeabteilung Strantz an den Kämpfen auf den Maashöhen zwischen Maas und Mosel teil. Anschließend war seine Division bei Les Epages eingesetzt, wo Larisch am 8. Mai 1915 verwundet wurde. Er wurde daraufhin zu den Offizieren von der Armee überstellt und seine Mobilmachungsbestimmung unter Verleihung des Roten Adlerordens II. Klasse mit Stern, Eichenlaub und Schwertern aufgehoben.
Mit der Ernennung zum Kommandeur der 81. Reserve-Division erfolgte am 7. Oktober 1915 seine Reaktivierung. In der Folgezeit war Larisch mit seiner Division an der Ostfront an den Kämpfen in den Pripjetsümpfen beteiligt. Am 30. April 1916 wurde er Kommandeur der Garde-Ersatz-Division, die zu diesem Zeitpunkt an der Westfront in den Kämpfen auf den Maashöhen stand. Im Anschluss daran kämpfte die Division vor Verdun, wo sie nach schweren Kämpfen vom 1. bis 8. August 1916 Verluste von 70 Offizieren und 2400 Mannschaften zu verzeichnen hatte. Ende August wurde die Division aus der Front abgezogen und bezog Stellungen bei Flirey zwischen Maas und Mosel. Von Mitte Dezember 1916 bis Mitte Januar 1917 war sie wieder vor Verdun im Einsatz und kam dann in die Champagne, wo sie sich bei der Verteidigung während der Abwehrschlacht an der Aisne besonders auszeichnete. Für diese Leistungen erhielt Larisch den Kronenorden I. Klasse mit Schwertern.
Mitte Juli 1917 verlegt die Division kurzzeitig in den Osten, um hier bei der 8. Armee in die Kämpfe um Riga einzugreifen, die schließlich zur Eroberung der Stadt führten. Nach der Rückverlegung in den Westen kam die Division wieder vor Verdun zum Einsatz. Am 20. Januar 1918 wurde Larisch von seinem Kommando entbunden und zum Führer des Generalkommandos z. b. V. Nr. 54 ernannt. Als solcher befehligte er nördlich der Ailette einen Abschnitt der 7. Armee. Dort nahm Larisch als Führer einer aus der 5. und 6. Division sowie der 51. Reserve-Division und der 6. Bayerischen Reserve-Division gebildeten Kampfgruppe an dem am 27. Mai 1918 beginnenden deutschen Angriff, der Schlacht bei Soissons und Reims, teil. Am ersten Kampftag wurden in der Hochfläche von Pinon-Chavignon 40 Offiziere und 2000 Mann an Gefangenen eingebracht und ferner 50 Geschütze und über 200 MG erbeutet. Nach weiterem erfolgreichen Vordringen stieß die Kampfgruppe am 30. Mai nordwestlich und westlich von Soissons auf erbitterten Widerstand, der schließlich zum Ende der deutschen Offensive Anfang Juni führte. Am 25. Juni 1918 wurde Larisch zum General der Infanterie befördert.
In der ab 8. August 1918 einsetzenden Offensive der Alliierten konnte Larisch bei der 2. Armee den von ihm befehligten Gruppenabschnitt nördlich der Somme erfolgreich verteidigen und wurde dafür am 25. August 1918 mit dem Pour le Mérite ausgezeichnet. Vom 22. August bis zum 2. September kämpfte er bei Albert-Péronne, vom 8. September für einen Monat in der Siegfriedstellung zwischen Cambrai und St. Quentin und anschließend in der Hermannstellung. Anfang November 1918 zog Larisch sich mit seinen Verbänden auf die Antwerpen-Maas-Stellung zurück.
Nach dem Waffenstillstand von Compiègne führte Larisch die ihm unterstellten Divisionen in die Heimat zurück, wo nach der Demobilisierung des Generalkommandos am 18. Januar 1919 seine Mobilmachungsbestimmung aufgehoben wurde.

### Familie
Larisch hatte sich am 10. April 1896 mit Elisabeth von Sperber (1875–1958) verheiratet. Aus der Ehe gingen folgende Kinder hervor:
- Hermann Eugen Alfred Kuno Karl (1897–1976), Oberstleutnant a. D., ⚭ 1940 Margarete von Rosenstiel (* 1913)
- Marie Elisabeth Erika Margarete Asta (1898–1982), Äbtissin des Stifts Obernkirchen
- Erich Wilhelm Peter Nikolaus (1900–1962), Pflanzer, Farmbesitzer sowie zuvor Verwalter der Kaffeeplantage Roca Canzele (Angola), ⚭ 1953 Rosemarie Grabs von Haugsdorf (* 1923)
- Ursula (* 1908; † nach 1988)[3]

## Auszeichnungen
- Preußisches Dienstauszeichnungskreuz[4]
- Ritter II. Klasse des Ordens Albrechts des Bären[4]
- Ehrenkomtur des Oldenburgischen Haus- und Verdienstordens des Herzogs Peter Friedrich Ludwig[4]
- Großkreuz des Albrechts-Ordens[4]
- Komtur des Hausordens vom Weißen Falken[4]
- Ehrenkreuz I. Klasse des Lippischen Hausordens[4]
- Sankt-Stanislaus-Orden III. Klasse[4]
- Komtur des Ordens der Siamesischen Krone[4]